# Laura Diaz
Laura Diaz (Livorno, 25 aprile 1920 – Courmayeur, 4 agosto 2008) è stata una politica italiana.

## Biografia
Figura della politica italiana dall'immediato dopoguerra fino agli anni sessanta. Sorella di Furio Diaz, il primo sindaco di Livorno dopo la Liberazione, Laura si era iscritta al PCI nel 1944 dove ricoprì numerosi incarichi e nelle cui liste venne eletta in Parlamento, come deputata nella I, II, III e IV Legislatura.
Di lei, Tiziana Noce, nel libro La città degli uomini: donne e pratica della politica a Livorno ha scritto: «Era una delle oratrici più seguite e una delle poche donne che non ha mai patito di complessi d'inferiorità verso i suoi colleghi».
Laura Diaz fu condannata dal tribunale di Chieti per oltraggio a capo di Stato estero, avendo affermato che le mani dell'allora pontefice, Pio XII «grondano del sangue dei bambini della Grecia e della Palestina, perché non ha mosso un dito per impedire la guerra che funesta la Palestina, come a suo tempo non mosse un dito per impedire o limitare la guerra mondiale».